# Línies separades baixista
Línies separades baixista (en anglès: Bearish Seperating Lines) és un patró d'espelmes japoneses que indica continuïtat de la tendència baixista.

## Criteri de reconeixement
1. La tendència prèvia és baixista
2. Es forma una espelma blanca, que semblaria un senyal alcista
3. L'endemà els preus obren amb un fortíssim gap a la baixa, una obertura que coincideix amb l'obertura anterior
4. Els preus continuen baixant fins a tancament formant un Marubozu blanc en obertura

## Explicació
És una espelma blanca seguida per un Marubozu negre en obertura, que significa que el preu d'obertura ha estat el màxim de la sessió, i que aquesta ha tancant molt a prop del seu mínim, senyal que els bears han tingut el control total de la sessió des de l'inici fins a pràcticament al final. D'aquesta manera si el dia antecedent l'espelma blanca mostrava un atac alcista dels bulls, el contraatac dels bears l'ha deixat en no res, i és possible que la tendència baixista continuï.

## Factors importants
És important que la segona espelma sigui exactament un Marubozu negre en obertura. Malgrat la força dels bears la confiança d'aquest patró és baixa i és imprescindible acompanyar el senyal amb altres confirmacions com ara un fort augment del volum, una llarga espelma negra l'endemà, o l'obertura amb un gap baixista.